# John Matos
Pour les articles homonymes, voir Crash et Matos.
Crash ou John Matos, (né le 11 octobre 1961 dans le Bronx à New York) est un artiste du graffiti. 

## Biographie
John Matos commence le graffiti très jeune sur les trains new-yorkais avant de s'exercer sur les toiles. Il intègre dès 1983 la galerie Sidney Janis avant de faire son entrée dans les plus grandes collections mondiales du MOMA de New York au Stedelijk Museum d'Amsterdam.
Il apparait au grand public en coproduisant avec Keith Haring une campagne publicitaire pour Peter Stuyvesant.
Il commence sa carrière en Europe en participant aux premières expositions consacrées à l'art du graffiti dans les années 1980 (Yaki Kornblit à Amsterdam ; Speerstra Gallery à Monaco). Il intègre alors la Collection Speerstra, qui diffuse plusieurs de ses œuvres au sein d'expositions collectives institutionnelles : "Graffiti" en 1983 au musée Boijmans Van Beuningen à Rotterdam (Pays-Bas) ; "New-York Graffiti" en 1984 au Musée Louisiana à Humblæk (Danemark) ; "Graffiti Art" en 1991 au Musée des Monuments Français à Paris (France) ; "Coming From the Subway" en 1992 au Musée de Groningue (Pays-Bas) ; "Crash & Daze" en 1999 au Musée d'Art moderne et d'Art contemporain à Nice (France) ;  "L'art modeste sous les bombes", en 2007 au Musée international des arts modestes à Sète (France) ; "Libres Figurations, Années 80" en 2017 au Fonds Hélène & Édouard Leclerc à Landerneau (France). Il a également exposé, de 2012 à 2015, de manière permanente au sein de la Fondation Speerstra à Apples, en Suisse. 
Il se fait connaitre en France en participant à l’exposition 5/5 Figuration Libre, France-USA au Musée d’art moderne de la Ville de Paris en 1984. Cette exposition mettait en regard le travail d’artistes tels que Basquiat, Boisrond, Combas, Keith Haring, Tseng Kwong Chi, Di Rosa... et John Matos Crash. En 1996, il peint cinq guitares d'Eric Clapton Stratocaster dont l'une part à 321 100 USD. Depuis 2002 il expose régulièrement à Paris et en Suisse au sein de la galerie historique, la Speerstra Gallery. En juillet 2006, il expose au Brooklyn Museum. En 2010 et 2011, il expose à la galerie Addict, et en novembre 2012, à la Galerie Brugier-Rigail. En octobre 2015, il expose hors les murs de la galerie Brugier-Rigail à la Villa Tamaris (La Seyne-sur-Mer, Var, France) centre d'art simultanément avec la galerie Brugier-Rigail. La Villa Tamaris et la galerie Brugier-Rigail sortent conjointement pour ces deux expositions un catalogue nommé "Then and Now". En juillet 2017, il participe à l'évènement graffiti UPAW (Urban Painting Around the World) à Monaco, soutenant les initiatives écologiques de la Fondation du prince Albert II de Monaco.

## Collections publiques
- Boca Raton Museum of Art
- Museum of Modern Art, NYC
- Brooklyn Museum, Brooklyn, NY
- New Orleans Museum of Art, New Orleans, LA
- Scottsdale Museum of Contemporary Art, AZ
- Museum of the City of New York, NYC
- Flint Institute, Flint, MI
- Groniger Museum, Groningen, The Netherlands
- Museum Boymans-van Beuninger, Rotterdam, The Netherlands
- Aachen, Nue Galerie-Sammlung Ludwig, Germany
- Stedelijk Museum, Amsterdam, The Netherlands
- Ft. Wayne Museum, Ft. Wayne, Indiana
- Cedar Rapids Museum, Cedar Rapids, Iowa
- Vero Beach Museum, Vero Beach, FL
- Vieques Museum, Vieques, Puerto Rico
- Naples Museum of Art, Naples, FL
- Orlando Museum of Art, Orlando, FL